# Saison 2016 du Fighting Irish de Notre Dame
Chronologie
Précédent Suivant
La saison 2016 du Fighting Irish de Notre Dame est le bilan de l'équipe de football américain du Fighting Irish de Notre Dame qui représente l'université de Notre-Dame-du-lac dans le championnat NCAA de football américain 2016 du FBS organisé par la NCAA et ce en tant qu'équipe indépendante.
Elle joue ses matchs à domicile au Notre Dame Stadium et est dirigée pour la 7e saison consécutive par le coach Brian Kelly.

## L'avant-saison

### Saison 2015
L'équipe de 2015 termine la saison régulière avec un bilan de 10 victoires et 2 défaites. Ils sont sélectionnés pour le Fiesta Bowl 2016 qu'ils perdent contre Ohio State sur le score de 28 à 44.
Le Running back Greg Bryant, recrue 5 étoiles ayant évolué avec les Fighting Irish lors des saisons 2013 et 2014 et qui avait été déclaré inéligible par Notre Dame en août 2015 pour des raisons académiques, décédé le dimanche 8 mai 2016 des suites de blessures par balles. Il avait été admis à l’hôpital St. Mary’s Medical Center dans un état critique après avoir été victime d’une fusillade sur l’autoroute I-95, à 04:45 heures du matin, le samedi 7 mai 2016.

### Draft 2016 de la NFL
| Tour | Choix numéro | Joueur           | Poste | Équipe                  |
| ---- | ------------ | ---------------- | ----- | ----------------------- |
| 1    | 6            | Ronnie Stanley   | OT    | Ravens de Baltimore     |
| 1    | 21           | Will Fuller      | WR    | Texans de Houston       |
| 2    | 34           | Jaylon Smith     | OLB   | Cowboys de Dallas       |
| 2    | 50           | Nick Martin      | C     | Texans de Houston       |
| 3    | 74           | Keivarae Russell | CB    | Chiefs de Kansas City   |
| 3    | 90           | C. J. Prosise    | RB    | Seahawks de Seattle     |
| 4    | 103          | Sheldon Day      | DT    | Jaguars de Jacksonville |

### Transferts sortants
Le 29 janvier 2016, le junior TE Tyler Luatua annonce son transfert vers les Cougars de BYU

### Transfert entrants
Néant.

### Changements d'entraîneurs
Néant.

### Classe de recrutement
Brian Kelly accepte 23 engagements pour sa 6e classe complète de recrutement, incluant deux joueurs classés 5 étoiles, Daelin Hayes et Tommy Kraemer. La classe regroupe des étudiants-athlètes de 11 différents états des États-Unis et 1 d'une province canadienne.

## L'Équipe

### La tactique
| Systèmes        | Tactiques |
| --------------- | --------- |
| Schéma Défensif | 3-4       |
| Schéma Offensif | Spread    |

### Présentation de l'équipe[10]
Joueurs-clés partis : RB C.J. Prosise (en), WR Will Fuller, OT Ronnie Stanley, C Nick Martin (en), DE Romeo Okwara (en), DT Sheldon Day (en), LB Jaylon Smith, LB Joe Schmidt, CB KeiVarae Russell (en).
Joueurs à suivre : QB DeShone Kizer, QB Malik Zaire (en), RB Tarean Folston (en), WR Torii Hunter Jr., DT Jarron Jones, DE Isaac Rochell (en), LB Nyles Morgan, CB Max Redfield.
Joueurs inéligible : TE Alize Jones (en)
Après avoir conclu la saison passée avec une fiche de 10-3 et avoir participé au Fiesta Bowl 2016 malgré de nombreuses blessures dont leur quarterback titulaire dès la mi-septembre, le Fighting Irish de Notre Dame a légitimement l’ambition d’atteindre le plateau des 10 victoires une seconde saison consécutive pour la première fois depuis la saison 1992-93.
En 2015, le programme de South Bend (Indiana) a superbement surmonté les pertes successives sur blessure de DE Jarron Jones, CB Shaun Crawford, RB Tarean Folston, QB Malik Zaire, TE Durham Smythe et autre S Drue Tranquill prouvant l’incroyable profondeur d’un effectif qui regorge de talent. QB DeShone Kizer a pris les rênes de l’attaque des Fighting Irish avec 9 victoires à la clé et il a su développer une complicité avec WR Will Fuller (15 TDs en 2015) qui a fait un bien fou à une équipe de Notre Dame en grande difficulté défensivement, et ce, pour la 2e année d’affilée.
Cette profondeur de l’effectif sera encore mise à rude épreuve en 2016. Les départs combinés pour la NFL de WR Will Fuller, OT Ronnie Stanley, DL Sheldon Day et LB Jaylon Smith ont laissé un grand vide même si plusieurs prospects semblent en avance dans leur développement.
Convoité par plusieurs franchises NFL, coach Brian Kelly a prolongé son bail à la tête du Fighting Irish jusqu’en 2021 bénéficiant ainsi d’une confiance totale de la part de la Direction athlétique. Pour sa 7e année sur le campus de South Bend, il devra trouver des solutions pour améliorer un secteur défensive défaillant depuis 2014. Si le calendrier 2016 des Irish parait plus favorable que celui de l’an passé, Notre Dame pourrait toutefois souffrir de son inexpérience générale et d’un certain manque de leadership. Un excellent backfield pourrait permettre aux Irish d’égaler les 10 victoires remportées l’an dernier mais une participation au College Football Playoff serait assurément un exploit.

#### L'attaque
Après avoir délogé QB Everett Golson de son statut de titulaire au printemps 2015 et réussi une formidable performance lors du match d’ouverture face à Texas quelques mois plus tard, le senior QB Malik Zaire s’est gravement blessé à la cheville lors de la seconde sortie du Fighting Irish, à Virginia. Les conséquences auraient pu être catastrophiques pour l’attaque de Notre Dame. Il n’en fût rien grâce à la prise de pouvoir du junior QB KeShone Kizer (2 880 yards à la passe, 21 TDs, 10 interceptions et 525 yards au sol, 10 TDs en 2015), auteur d’une surprenante campagne 2015 conclue par une fiche de 9-2 dont deux défaites par 2 points seulement face à Clemson et Stanford.
Les deux quarterbacks sont de retour en 2016 offrant à l’attaque explosive de coach Brian Kelly (34,2 points en moyenne par match l’an passé) deux options de très haut niveau. QB Malik Zaire est le plus athlétique et dynamique des deux mais QB DeShone Kizer a prouvé qu’il pouvait faire gagner son équipe grâce à l’efficacité de ses passes et à une solide lecture du jeu. La capacité de ce dernier de gagner beaucoup de yards au sol pourrait lui permettre d’être titularisé pour entamer la saison.
Malgré le départ pour la NFL de RB C.J. Prosise, le backfield des Fighting Irish devrait rester l’une de leurs forces. Le retour de blessure du senior RB Tarean Folston (889 yards au sol en 2014) et l’éclosion du sophomore RB Josh Adams (835 yards au sol en 2015), qui a établi l’an dernier le nouveau record de l’université Notre Dame pour le nombre yards au sol réussis par un freshman, formeront l’un des duos de running backs les plus explosifs du pays. On gardera également un œil sur le sophomore RB Dexter Williams, l’un des grands espoirs du programme de South Bend.
Les difficultés pourraient être plus sérieuses du côté des receveurs et de la ligne offensive. Les départs de WR Will Fuller (2 352 yards sur réception et 29 TDs lors des deux dernières saisons) et WR Chris Brown, et la retraite forcée de WR Corey Robinson (multiples commotions cérébrales) laissent le groupe de receveurs sans joueurs clé expérimentés. Le junior WR Torii Hunter Jr. (28 réceptions, 363 yards, 2 TDs en 2015), fils de l’ancienne star des ligues majeures de baseball (MLB), Torii Hunter, devrait prendre le poste pour commencer la saison. Sa taille et ses excellentes mains lui donnent une certaine avance sur les autres candidats à un statut de titulaire que sont le junior WR Corey Holmes et les sophomores WR Equanimeous St. Brown, WR Miles Boykin et WR C.J. Sanders. Le polyvalent junior TE Durham Smythe retrouvera son poste de tight end titulaire.
La bonne surprise dans le jeu aérien des Irish aurait pu venir du sophomore TE Alize Jones (13 réceptions, 190 yards en 2015). Recruté comme tight end, il aurait dû être repositionné au poste de wide receiver tant sa taille, son gabarit et sa vitesse pouvaient être destructeurs dans le secondary adverse. Néanmoins, il est déclaré inéligible pour la saison 2016-17 pour raisons académiques début août 2016.
La ligne offensive est également en mode reconstruction à la suite du départ pour la NFL des surdoués OT Ronnie Stanley et C Nick Martin. L’assistant-coach, Harry Hiestand, aura la responsabilité de rapidement trouver la bonne formule pour que Notre Dame reste toujours aussi performant offensivement, notamment sur le jeu au sol (plus de 200 yards au sol en moyenne par match en 2015). Le junior LT Mike McGlinchey glissera de la droite vers la gauche pour prendre le poste de blindside tackle. Il formera un excellent duo sur le côté gauche avec le prometteur sophomore LG Quenton Nelson. Le sophomore C Sam Mustipher prendra le relais de C Nick Martin. À droite, on devrait retrouver les inexpérimentés RG Hunter Bivin et RT Alex Bars.

#### La défense
Après deux saisons difficiles sur le plan défensif, le coordinateur défensif Brian VanGorder est clairement sur la sellette à l’aube de la saison 2016. Depuis 2014, la défense du Fighting Irish semble incapable de ralentir les attaques adverses particulièrement dans le jeu sol (175.6 yards accordés en moyenne par match en 2015, #72 du pays). Le pass-rush a également été inexistant l'an dernier (25 sacks seulement en 13 matchs en 2015).
Mauvaises nouvelles pour les Irish : ils devront remédier à cette situation sans les joueurs clés, DL Sheldon Day, DE Romeo Okwara, LB Jaylon Smith et CB KeiVarae Russell, tous partis chez les professionnels.
Les performances du front four auront un rôle déterminant dans les succès de Notre Dame en 2016. Ce groupe de joueurs de ligne défensive est le plus expérimenté au sein de la défense. Le senior NT Jarron Jones fait son grand retour après avoir manqué la totalité de la saison régulière en 2015. Il sera probablement l’un des leaders défensifs des Irish et un mentor pour le junior DT Daniel Cage (18 plaquages, 4 pour perte en 2015) et le sophomore DT Jerry Tillery (12 plaquages, 1 sack en 2015) qui se battront pour un poste de titulaire. Brian VanGorder comptera sur les éventuels progrès du senior DE Isaac Rochell (61 plaquages, 1 sack en 2015) et du junior DE Andrew Trumbetti (16 plaquages, 1 sack en 2015) pour dynamiser un pass-rush anémique l’an dernier. Mais la lumière dans ce secteur de jeu pourrait venir du phénoménal true freshman californien DE Daelin Hayes que Notre Dame a volé à USC l’hiver dernier.
Le second rideau défensif a tout à prouver. Privé de LB Jaylon Smith et LB Joe Schmidt, le groupe de linebackers sera l’un des plus inexpérimentés du pays. Le prometteur junior MLB Nyles Morgan (17 plaquages en 2015) a attendu son tour pendant deux saisons dans l’ombre de LB Jaylon Smith. Le senior OLB James Onwualu (38 plaquages, 3 sacks en 2015) et le junior OLB Greer Martini seront en concurrence pour le poste de strong side linebacker. Le poste de weak side linebacker se jouera entre le sophomore LB Te’von Coney et le freshman LB Asmar Bilal.
Le manque d’expérience est également criant au niveau du secondary. Si le senior CB Cole Luke (41 plaquages, 2 interceptions en 2015) semble assuré d’un statut de titulaire, tout se jouera au mois d’aout pour les trois autres postes. L’explosif redshirt freshman CB Shaun Crawford devrait faire ses grands débuts après avoir manqué toute la saison dernière pour cause de blessure. Le true freshman SS Devin Studstill a impressionné tout le monde durant les derniers entrainements de printemps et il pourrait être préféré à l’inconstant et indiscipliné senior S Max Redfield. Enfin, le sophomore FS Drue Tranquill fait lui aussi son retour de blessure (genou) qu’il avait subie l’an dernier en… célébrant un TD ! Le junior CB Nick Watkins et le sophomore CB Nick Coleman seront surtout utilisés sur les systèmes nickel et dime.

#### Les équipes spéciales
Le sophomore K Justin Yoon (15/17 FG en 2015) et le sophomore P Tyler Newsome (44.5 yards en moyenne par punt en 2015) composent – déjà – l’un des meilleurs duos kicker-punter du pays… et il leur reste trois années d’éligibilité au niveau NCAA ! Comme l’an passé, on devrait retrouver WR C.J. Sanders sur les retours de coup de pied. Il devra mieux protéger son ballon afin d’éviter les fumbles couteux comme celui qu’il avait commis face à Clemson l’an dernier.

#### Le calendrier
C’est bien connu : le Fighting Irish ne se protège pas quand il s’agit de constituer son calendrier. Leur statut de programme indépendant les prive d’une finale de conférence qu’il faut compenser par de nombreux gros matchs tout au long de la saison.
Comme l’an passé, Notre Dame commencera l’année contre Texas mais cette fois-ci l’opposition aura lieu chez des Longhorns qui n’attendent qu’une chose : effacer l’humiliation subie à South Bend en 2015 (3-38).
Après un match contre Nevada, Notre Dame recevra Michigan State pour le choc de la semaine 3. Les Irishs enchaineront avec trois affrontements face à des programmes de la conférence ACC : Duke, Syracuse (à East Rutherford) et à North Carolina State. Le duel annuel contre Stanford (à South Bend) devrait être le premier tournant de la saison. Un succès face au Cardinal et Notre Dame pourrait alors se positionner comme candidat pour une place en playoff avant une dernière ligne droite qui verra le Fighting Irish affronter Miami, Navy (à Jacksonville), Army (à San Antonio) et Virginia Tech. Le dernier déplacement à USC pourrait déterminer le sort des deux équipes dans leur aspiration nationale.

#### En conclusion
Il n’aura pas manqué grand chose au Fighting Irish pour que l'équipe participe au College Football Playoff en 2015. Sans les deux défaites crève-cœur à Clemson (22-24) et à Stanford (36-38), Notre Dame aurait probablement fait partie du Top 4 national. Faire aussi bien en 2016 sera un énorme challenge. L'équipe a de nombreux joueurs à remplacer à des postes importants, et ce, des deux côtés du ballon. Si la bataille des quarterbacks pour le statut de titulaire entre QB DeShone Kizer et QB Malik Zaire devrait monopoliser l’attention médiatique lors des prochaines semaines, l’attaque de Notre Dame aura également le défi de trouver un successeur à WR Will Fuller et de remplacer trois titulaires sur la ligne offensive dont les stars OT Ronnie Stanley et C Nick Martin.
Améliorer la défense est impératif or ce secteur a également subi de lourdes pertes durant l’intersaison. Avec 9 équipes ayant participé à des bowls en 2015 au programme de son calendrier, Notre Dame n’aura droit à aucun répit. Le plateau des 10 victoires est possible.

#### Derniers événements

##### Incidents
La nuit de vendredi à samedi 20 août 2016, 6 joueurs du Fighting Irish de Notre Dame (dont les probables titulaires, S Max Redfield et LB Te’Von Coney, ont été arrêtés par la Police à la suite de deux incidents différents :
- Cinq joueurs du Fighting Irish sont arrêtés par la Police du Comté de Fulton (Indiana) pour un excès de vitesse. Les deux officiers découvrent à bord du véhicule, de la marijuana et une arme à feu. Le senior S Max Redfield, le sophomore CB Ashton White, le freshman WR Kevin Stepherson, le sophomore RB Dexter Williams et le sophomore LB Te’von Coney sont tous accusés de possession de drogue. Les S Max Redfield, WR Kevin Stephenson et RB Dexter Williams sont également accusés de possession illégale d’arme à feu sans permis.
- Le senior CB Devin Butler a été arrêté le samedi 20 août 2016 très tôt le matin, par la Police du comté de St.Joseph à la sortie d’un bar réputé de la banlieue de South Bend (Indiana). Le joueur de Notre Dame se serait alors rebellé et a été arrêté pour coups et blessures sur un agent des forces de l’Ordre.

Ã la suite de ces deux événements, l’université de Notre-Dame-du-Lac a annoncé le renvoi de S Max Redfield et la suspension jusqu’à nouvel ordre de CB Devin Butler.

« Au cours des 24 dernières heures, j’ai rencontré tous les membres de notre équipe qui ont été impliqués dans ces deux incidents, examiné les preuves qui m’ont été rendues disponibles et consulté certains leaders de notre équipe et de notre université. Toute cette procédure a renforcé ma déception envers ces jeunes hommes qui ont pris de piètres décisions. Leur comportement est loin des attentes des représentants de notre équipes de football et de l’université. »

— coach Brian Kelly, Notre Dame.
Le coach du Fighting Irish a également rapporté que les quatre joueurs présents avec S Max Redfield lors de leurs arrestations conservent leur place dans l’équipe mais seront sanctionnés en interne.
Le vice-président et responsable de la communication de l’université, Paul Browne, a déjà rappelé qu’en cas d’accusations criminelles, un étudiant fait face à un renvoi de l’université.

##### Changement d'entraîneur
Le 25 septembre 2016, le coordinateur défensif, Brian VanGorder est relevé de ses fonctions.

« C’est une décision difficile. J’ai le plus grand respect pour Brian que ce soit comme personne ou comme coach de football mais notre défense n’a simplement pas atteint le niveau qui devrait être le sien. Je pense qu’un changement est nécessaire dans l’intérêt de notre programme et de nos étudiants-athlètes. »

— Brian Kelly, coach du Fighting Irish de Notre Dame.
Il est de suite remplacé par l’ancien joueur de Notre Dame (en 1990) et actuel analyste défensif de l'équipe, Greg Hudson. Celui-ci était arrivé en juin 2016 après avoir été congédié en 2015 au terme de trois saisons passées au poste de coordinateur défensif de Purdue.

### Le Staff
| Noms                            | Postes                                                    | Ancienneté à Notre Dame | Alma Mater (Année)                                            |
| ------------------------------- | --------------------------------------------------------- | ----------------------- | ------------------------------------------------------------- |
| Brian Kelly                     | Entraîneur principal                                      | 7e                      | Assumption (1982)                                             |
| Mike Denbrock                   | Assistant de l'entraîneur principal et des Wide Receivers | 7e                      | Grand Valley State (1987)                                     |
| Mike Elston                     | Coordinateurs de Linebackers et du recrutement            | 7e                      | Michigan (1998)                                               |
| Harry Hiestand                  | Coordinateur de la ligne offensive et du jeu de course    | 5e                      | East Stroudsburg (1983)                                       |
| Scott Booker                    | Coordinateur des Tight Ends et de Équipes Spéciales       | 5e                      | Kent State (2003)                                             |
| Brian VanGorder / Greg Hudson~~ | Coordinateur Défensif                                     | 3e/1er~~                | Wayne State (1980) / Université de Notre-Dame-du-Lac (1990)~~ |
| Autry Denson                    | Coordinateur des Running Backs                            | 2e                      | Université de Notre-Dame-du-Lac (1999)                        |
| Todd Lyght                      | Entraîneur des Defensive Backs                            | 2e                      | Université de Notre-Dame-du-Lac (1991)                        |
| Mike Sanford Jr.                | Coordinateur offensif et des quarterbacks                 | 2e                      | Boise State (2005)                                            |
| Keith Gilmore                   | Entraîneur ligne défensive                                | 2e                      | Wayne State (1981)                                            |
| Paul Longo                      | Directeur du conditionnement physique                     | 7e                      | Wayne State (1981)                                            |

~~ : Au lendemain d’une défaite à domicile 38 à 35 des œuvres de Duke, lee Fighting Irish de Notre Dame se sépar de leur coordinateur défensif Brian VanGorder (ancien coordinateur défensif des Falcons d'Atlanta en NFL).

## Les résultats
| Saison Régulière 2016                                                                       |              |                                                     |                        |             |              |                        |             |
| Semaines                                                                                    | Dates        | Stades                                              | Adversaires            | Résultats   | Statistiques | Ranking AP/Coaches/CFP | Assistances |
| 1                                                                                           | 3 septembre  | Darrell K Royal-Texas Memorial Stadium, Austin (TX) | @ Texas                | P : 47 - 50 | 0 - 1        | # 10/9/-               | 102 315     |
| 2                                                                                           | 10 septembre | Notre Dame Stadium, South Bend, IN                  | Nevada                 | G : 39 - 10 | 1 - 1        | #18/21/-               | 80 795      |
| 3                                                                                           | 17 septembre | Notre Dame Stadium, South Bend, IN                  | Michigan State         | P : 28 - 36 | 1 - 2        | #18/18/-               | 80 795      |
| 4                                                                                           | 24 septembre | Notre Dame Stadium, South Bend, IN                  | Duke                   | P : 35 - 38 | 1 - 3        | -/-/-                  | 80 795      |
| 5                                                                                           | 1er octobre  | MetLife Stadium, East Rutherford, NJ                | @ Syracuse             | G : 50 - 33 | 2 - 3        | -/-/-                  | 62 794      |
| 6                                                                                           | 8 octobre    | Carter-Finley Stadium, Raleigh, NC                  | @ North Carolina State | P : 3 - 10  | 2 - 4        | -/-/-                  |             |
| 7                                                                                           | 15 octobre   | Notre Dame Stadium, South Bend, IN                  | Stanford               | P 10 - 17   | 2 - 5        | -/-/-                  | 80 795      |
| 8                                                                                           | 29 octobre   | Notre Dame Stadium, South Bend, IN                  | Miami                  | G 30 - 27   | 3 - 5        | -/-/-                  | 80 795      |
| 9                                                                                           | 5 novembre   | EverBank Field, Jacksonville, FL                    | @ Navy                 | P 27 - 28   | 3 - 6        | -/-/-                  | 62 246      |
| 10                                                                                          | 12 novembre  | Alamodome, San Antonio, TX                          | @ Army                 | G 44 - 6    | 4 - 6        | -/-/-                  | 45 762      |
| 11                                                                                          | 19 novembre  | Notre Dame Stadium, South Bend, IN                  | Virginia Tech          | P 31 - 34   | 4 - 7        | -/-/-                  | 80 795      |
| 12                                                                                          | 26 octobre   | Los Angeles Memorial Coliseum, Los Angeles, CA      | @ USC                  | P 27 - 45   | 4 - 8        | -/-/-                  | 72 402      |
| # x indique les ranking AP (Associated Press)/Coach'es de l'équipe avant le début du match. |              |                                                     |                        |             |              |                        |             |
| Après-saison régulière                                                                      |              |                                                     |                        |             |              |                        |             |
| Non éligible pour un Bowl                                                                   |              |                                                     |                        |             |              |                        |             |
| Bilan de la saison : 8 victoires, 8 défaites                                                |              |                                                     |                        |             |              |                        |             |

## Résumés des matchs
| - Date : 22 octobre 2016. |

## Classement en conférence
| Classement 2016 de la Conférence INDEPENDANTS |                              |   |    |   |                                                     |               |
| Places                                        | Équipes                      | G | P  | N | Bowls                                               | Stat. Finales |
| 1                                             | Cougars de BYU               | 8 | 4  | 0 | Poinsettia Bowl, victoire 24-21 vs Wyoming          | 9 - 4         |
| 2                                             | Black Knights de l'Army      | 7 | 5  | 0 | Heart of Dallas Bowl, victoire 38-31 vs North Texas | 8 - 5         |
| 3                                             | Fighting Irish de Notre Dame | 4 | 8  | 0 | -                                                   | 4 - 8         |
| 4                                             | Minutemen d'UMass            | 2 | 10 | 0 | -                                                   | 2 - 10        |

## Les Classements
| Saison 2016 | Semaines                     | Semaines                     | Semaines                     | Semaines                     | Semaines                     | Semaines                     | Semaines                     | Semaines                     | Semaines | Semaines | Semaines | Semaines | Semaines | Semaines | Semaines | Semaines | Semaines |
| Polls | 1                            | 2                            | 3                            | 4                            | 5                            | 6                            | 7                            | 8                            | 9        | 10       | 11       | 12       | 13       | 14       | Bowl/CFP | Final*   |          |
| AP | # 10                         | # 18                         | # 18                         | NC                           | NC                           | NC                           | NC                           | NC                           | NC       | NC       | NC       | NC       | NC       | NC       | NC       | NC*      |          |
| Coaches | # 9                          | # 21                         | # 18                         | NC                           | NC                           | NC                           | NC                           | NC                           | NC       | NC       | NC       | NC       | NC       | NC       | NC       | NC*      |          |
| C.F.P | Non édité avant la semaine 9 | Non édité avant la semaine 9 | Non édité avant la semaine 9 | Non édité avant la semaine 9 | Non édité avant la semaine 9 | Non édité avant la semaine 9 | Non édité avant la semaine 9 | Non édité avant la semaine 9 | NC       | NC       | NC       | NC       | NC       | NC       | NC       | NC*      |          |
| --- | ---------------------------- | ---------------------------- | ---------------------------- | ---------------------------- | ---------------------------- | ---------------------------- | ---------------------------- | ---------------------------- | -------- | -------- | -------- | -------- | -------- | -------- | -------- | -------- | -------- |
| NC signifie que l'équipe est NON CLASSEE dans le top 25 des divers rankings - - # indique le ranking de l'équipe AVANT le début du match de la semaine - - * ranking final APRES l'éventuel Bowl ou les matchs du CFP. |                              |                              |                              |                              |                              |                              |                              |                              |          |          |          |          |          |          |          |          |          |